# Communauté d'agglomération de l'Albigeois
Pour les articles homonymes, voir Albigeois.
La communauté d'agglomération de l'Albigeois est une communauté d'agglomération française, située dans le département du Tarn et la région Occitanie.

## Historique
La communauté d’agglomération de l'Albigeois est créée le 1er janvier 2003 par la fusion des communautés de communes de l'Albigeois et d'Albi Périphérie.
Le 1er janvier 2004, Marssac-sur-Tarn rejoint la communauté d’agglomération.
Le 1er janvier 2017, Labastide-Dénat fusionne avec Puygouzon sous le régime de la commune nouvelle.

## Territoire communautaire

### Composition
La communauté d'agglomération est composée des 16 communes suivantes :

| Nom                 | Code Insee | Gentilé         | Superficie (km2) | Population (dernière pop. légale) | Densité (hab./km2) |
| ------------------- | ---------- | --------------- | ---------------- | --------------------------------- | ------------------ |
| Albi (siège)        | 81004      | Albigeois       | 44,26            | 50 605 (2022)                     | 1 143              |
| Arthès              | 81018      | Arthèsiens      | 10,01            | 2 528 (2022)                      | 253                |
| Cambon              | 81052      | Cambonnais      | 7,71             | 2 128 (2022)                      | 276                |
| Carlus              | 81059      | Carlusiens      | 10,6             | 659 (2022)                        | 62                 |
| Castelnau-de-Lévis  | 81063      | Castellévisiens | 21,42            | 1 615 (2022)                      | 75                 |
| Cunac               | 81074      | Cunacois        | 6,38             | 1 622 (2022)                      | 254                |
| Dénat               | 81079      | Dénatois        | 15,01            | 845 (2022)                        | 56                 |
| Fréjairolles        | 81097      | Fréjairollais   | 17,41            | 1 313 (2022)                      | 75                 |
| Lescure-d'Albigeois | 81144      | Lescuriens      | 14,18            | 4 585 (2022)                      | 323                |
| Marssac-sur-Tarn    | 81156      | Marssacois      | 7,17             | 3 486 (2022)                      | 486                |
| Puygouzon           | 81218      | Puygouzonais    | 19,96            | 3 549 (2022)                      | 178                |
| Rouffiac            | 81232      | Rouffiacois     | 11,13            | 632 (2022)                        | 57                 |
| Saint-Juéry         | 81257      | Saint-Juériens  | 9,21             | 6 575 (2022)                      | 714                |
| Saliès              | 81274      | Saliéssois      | 3,55             | 816 (2022)                        | 230                |
| Le Sequestre        | 81284      | Sequestrois     | 5,42             | 2 025 (2022)                      | 374                |
| Terssac             | 81297      | Terssacois      | 5,43             | 1 200 (2022)                      | 221                |

### Démographie
| 1968   | 1975   | 1982   | 1990   | 1999   | 2010   | 2015   | 2021   |
| ------ | ------ | ------ | ------ | ------ | ------ | ------ | ------ |
| 58 411 | 65 062 | 68 439 | 72 019 | 73 506 | 80 121 | 82 047 | 83 240 |

## Administration

### Siège
Le siège de la communauté d'agglomération est situé à Albi.

### Les élus
Le conseil communautaire de la communauté d'agglomération se compose de cinquante conseillers, élus pour une durée de six ans et représentant chacune des communes membres.
Ils sont répartis comme suit :
| Nombre de conseillers par commune | Communes                       |
| --------------------------------- | ------------------------------ |
| 25                                | Albi                           |
| 5                                 | Saint-Juéry                    |
| 3                                 | Lescure-d'Albigeois, Puygouzon |
| 2                                 | Arthès, Marssac-sur-Tarn       |
| 1 (+1 suppléant)                  | les dix autres communes        |

### Présidence
À l'issue des élections municipales et communautaires de 2020, le conseil communautaire a réélu Stéphanie Guiraud-Chaumeil présidente de la communauté d'agglomération ainsi que quinze vice-président(e)s qui constituent, avec la présidente, le bureau communautaire de l'intercommunalité.
| Période                                  | Période          | Identité                   | Étiquette | Qualité                                           |
| ---------------------------------------- | ---------------- | -------------------------- | --------- | ------------------------------------------------- |
| 2002                                     | 2017 (démission) | Philippe Bonnecarrère      | UDI       | Maire d'Albi (1995 → 2014) Sénateur (2014 → 2024) |
| 2017,                                    | En cours         | Stéphanie Guiraud-Chaumeil | DVC       | Maire d'Albi (2014 → )                            |
| Les données manquantes sont à compléter. |                  |                            |           |                                                   |

### Compétences
Quatre compétences obligatoires
Elles répondent aux enjeux d’aménagement et de développement du territoire communautaire : 
1. Développement économique ;
2. Aménagement de l’espace communautaire et transports urbains ;
3. Équilibre social de l’habitat ;
4. Politique de la ville.

Trois compétences optionnelles
1. Voirie d’intérêt communautaire.
2. Protection et mise en valeur de l’environnement : élimination et valorisation des déchets des ménages et déchets assimilés, lutte contre la pollution de l’air, et contre les nuisances sonores.
3. Construction, aménagement, entretien et gestion d’équipements culturels et sportifs d’intérêt communautaire.

Six compétences facultatives à ce jour
1. Assainissement collectif, et traitement des eaux usées.
2. Contribution au schéma de développement de l’enseignement supérieur et de la recherche.
3. Développement des activités de pleine nature par la structuration d'un réseau de chemins de randonnée et de découverte-valorisation du patrimoine de l'agglomération.
4. Chenil communautaire.
5. Nouvelles technologies de l'information et de la communication - Résorption des zones blanches ADSL.
6. Contribution au développement de l'enseignement supérieur.

Parmi les équipements culturels et sportifs d’intérêt communautaire, on compte les espaces aquatiques Atlantis et Taranis et les médiathèques d'Albi, de Saint-Juéry et de Lescure.
Au 1er janvier 2010, les compétences ont été élargies aux domaines suivants :
1. Assainissement collectif et non collectif des eaux usées ;
2. Assainissement des eaux pluviales ;
3. Éclairage public ;
4. Voirie ;
5. Nettoiement et balayage, salage et déneigement.

### Régime fiscal et budget
Le régime fiscal de la communauté d'agglomération est la fiscalité professionnelle unique (FPU).